# Joanna Skowroń
Joanna Skowroń, född den 16 april 1979 i Gorzów Wielkopolski, Polen, är en polsk kanotist.
Hon tog bland annat VM-silver i K-2 500 meter i samband med Sprintvärldsmästerskapen i kanotsport 2003 i Gainesville, Georgia.